# Dani Rosenberg
Dani Rosenberg est un réalisateur israélien né le 23 août 1979 à Tel Aviv.

## Biographie
Après son service militaire, Dani Rosenberg étudie le cinéma de 2002 à 2006 à l'école Sam Spiegel de Jérusalem, période au cours de laquelle il réalise plusieurs courts métrages.
Son premier long métrage, La Mort du cinéma et de mon père aussi, est présenté au Festival de Cannes en 2020.
Avec Le Déserteur - projet initié au début des années 2010 et, précise Dani Rosenberg,  « systématiquement rejeté par les fonds publics israéliens » jusqu'en 2021 -, le cinéaste obtient trois prix au Festival du cinéma méditerranéen de Montpellier 2023, dont le Prix de la critique.

## Filmographie
- 2008 : La Maison de mon père (moyen métrage)
- 2011 : Susya
- 2018 : Uri Zohar – Le Retour
- 2020 : La Mort du cinéma et de mon père aussi
- 2023 : Le Déserteur
- 2024 : Of Dogs and Men